# Ед О'Конър
Ед О'Конър (на английски: Ed O'Connor) е британски инвестиционен банкер и писател на произведения в жанра трилър.

## Биография и творчество
Ед О'Конър е роден през 1971 г. във Великобритания. Следва история в Кеймбриджкия университет, а после се премества в Оксфордския университет, където получава магистърска степен по международни отношения. След дипломирането си работи в Лондон и Ню Йорк в Credit Suisse First Boston като инвестиционен банкер. През 2000 г. напуска работата си, за да се насочи към писателската си кариера. По-късно започва да преподава история в Хартфордшър и в гимназията в Мейдстоун, Кент.
Първият му роман „Най-дългата нощ в годината“ от поредицата „Андъруд и Декстър“ е издаден през 2002 г. Инспектор Андъруд и неговият екип работят неуморно, за да разкрият извършителя на ритуалното убийство на спортистката Луси Харингтън. Но самият убиец се свързва с преподавателката по английска литература д-р Стасман, за да обясни тя на полицията мотивите му, които са свързани с творбите на поета Джон Дън живял преди 400 години.
Следващият му роман „Отровна приспивна песен“ от поредицата е издаден през 2003 г. Инспектор Джон Андъруд разследва убийство на полицейския психиатър Джак Харви, а съпругата му е отвлечена. От друга страна инспекторката Алисън Декстър разследва убийството на наркопласьор в Кеймбриджшър. Двете разследвания се пресичат и наркотици, отвличания и ритуални убийства се сливат в ужасяващ кошмар.
Ед О'Конър живее със семейството си в Мейдстоун, Кент.

## Произведения

### Поредица „Андъруд и Декстър“ (Underwood And Dexter)
1. The Yeare's Midnight (2002)[2]
Най-дългата нощ в годината, изд. „Весела Люцканова“ София (2004), прев. Надежда Розова
2. Acid Lullaby (2003)
Отровна приспивна песен, изд. „Весела Люцканова“ София (2004), прев. Надежда Розова
3. Primal Cut ( 2004)

### Самостоятелни романи
- Leda (2011)[2]

### Екранизации
- 2021 TX – тв филм